# Špičák (berg i Tjeckien, Hradec Králové, lat 50,59, long 16,25)
Špičák är ett berg i Tjeckien.   Det ligger i regionen Hradec Králové, i den nordöstra delen av landet, 140 km öster om huvudstaden Prag. Toppen på Špičák är 611 meter över havet.
Terrängen runt Špičák är huvudsakligen kuperad, men österut är den platt. Runt Špičák är det ganska tätbefolkat, med 134 invånare per kvadratkilometer. Närmaste större samhälle är Broumov, 5,6 km öster om Špičák. Trakten runt Špičák består till största delen av jordbruksmark.